# House Foods
House Foods Corporation (ハウス食品株式会社, House Shokuhin Kabushiki-gaisha) est l'un des plus grands fabricants de produits alimentaires du Japon. L'entreprise est née en 1913, à Osaka sous le nom d'Urakami Shoten, et elle a commencé à vendre des produits au curry en 1926.
Elle est inscrite à la Section 1 de la Bourse de Tokyo, symbole 2810. Elle est basée à Higashiōsaka. dans la préfecture d'Osaka.
House Foods est particulièrement connue pour ses currys japonais avec les marques Vermont Curry et Java Curry. Elle fabrique aussi des snacks, des nouilles et des boissons non alcoolisées telles que les Ramune.
Aux États-Unis, sa filiale House Foods America Corporation est le plus grand fournisseur de produits de tofu.
House Food America Corp a des usines de tofu en Californie et au New Jersey avec une capacité combinée de fabrication de 350 000 pièces de tofu par jour. Son principal concurrent aux États-Unis est Vitasoy, suivie par Morinaga Milk Industry.
House Foods America Corp exploite également des restaurants de curry au style Japonais appelé Curry House Restaurants (ou tout simplement Curry House), dans onze endroits du Sud de la Californie. Son premier établissement a ouvert au Weller Cour Shopping Center dans Little Tokyo, Los Angeles, en 1983.